# Колоале (футбольний клуб, Хоніара)
Футбольний клуб «Колоале» Хоніара (англ. Koloale FC Honiara) — футбольний клуб з Хоніари Соломонових Островів, заснований у 1998 році. Виступає у Чемпіонаті Соломонових Островів. Домашні матчі приймає на стадіоні «Ловсон Тама Стедіум», місткістю 22 000 глядачів.

## Досягнення

### Національні
- Чемпіонат Соломонових Островів
  - Чемпіон: 2003–04, 2008–09, 2010–11, 2011–12

### Міжнародні
- Ліга чемпіонів ОФК
  - Фіналіст: 2009.